# 普圖馬約區

普圖馬約區（西班牙語：Distrito de Putumayo），是秘魯的一個區，位於該國東北部洛雷託大區的邁納斯省，始建於1943年7月2日，面積34,942.9平方公里，海拔高度110米，2005年人口5,822，人口密度每平方公里0.17人。